# 包恢
包恢（1182年—1268年），字宏父，一字道夫，號宏斋，江南西路南城包坊（今江西）人，祖籍淮南路合肥，北宋開封府尹包拯兄長包播九世孫，南宋官员，官至刑部尚書，追贈太子少保，謚文肅。

## 生平
出生書香世家，其父包揚、伯父包約、叔父包遜皆是陸九淵弟子，後又從朱熹游學。包恢生于宋孝宗淳熙九年（1182年），“少得朱陆渊源之学”，
嘉定十三年（1220年）進士，調任江西金溪、福建光泽主簿，歷官建寧府教授，江西永丰縣令等職。其執法嚴酷，在永豐縣曾诛杀自稱活佛的妖僧，用棺材活埋逆媳，
咸淳二年（1266）五月，累官至刑部尚书、端明殿学士、签书枢密院事，封南城县侯。咸淳四年，封资政殿学士，同年卒，赠少保、谥文肃。有《敝帚集》，已佚。清四庫館臣據《永樂大典》輯爲《敝帚稿略》八卷。北京故宫博物院今藏有文天祥致包恢信札。

## 評價
《宋史》對包恢的評價：「歷仕所至，破豪猾，去奸姦，治蠱獄，課盆鹽，理銀欠，政聲赫然。」

## 延伸阅读
[在维基数据编辑]
 《宋史·卷421》，出自脱脱《宋史》